# Nemognatha nemorensis
Nemognatha nemorensis är en skalbaggsart som beskrevs av Nicholas Marcellus Hentz 1830. Nemognatha nemorensis ingår i släktet Nemognatha och familjen oljebaggar. Inga underarter finns listade i Catalogue of Life.